# مسجد الشريف الحسين بن علي (العقبة)
مسجد الشريف الحسين بن علي في مدينة العقبة في الأردن، يقع ما بين مَنْطِقَة السوق والشاطئ في شارع الشاطة المقابل لشاطئ الغندور. سُمي على اسم الشريف الحسين بن علي، مُؤَسِّس «المملكة الحجازية الهاشمية»  رحمة الله. يُعَدّ المسجد مَعْلَماً ديني واجتماعي وتاريخي مُتمَيَّز، ويُمَثِّل أحد منارات المعمار الإسلامي الذي يحاكي فن العمارة الإسلامية القديمة العريقة. يعتبر المسجد مركزاً ثقافياً إسلامياً بما يحتوي من فراغات لتدريس القرآن والعلوم الإسلامية للرجال والنساء ويشكل مرفقاً حضارياً ورئة لتنفس المدينة باحتوائه مساحات منسقة كحدائق خضراء وأماكن جلوس مظللة وساحات للصلاة والتجمع والتنزه بما يتلاءم وموقع المسجد الحيوي في وسط المدينة

## بنائه
بني مسجد الشريف الحسين بن علي عام 1979 كمحطة توقف وعبادة للمسلمين من جميع جنسيات العالم. ثم تم إعادة ترميم وتوسعة المسجد عام 2009 ببراعة تحاكي التاريخ وتتماهى مع طبغرافية وموقع المسجد وتم افتتاحه بعد التوسعة الأولى عام 2011 برعاية جلالة الملك عبد الله الثاني بمساحة 8775 مترا مربعا منها 3275 مترا مربعا مساحة البناء فيما بلغت مساحات الساحات والمرافق 550 مترا مربعا، في حين حازت نافورته الدمشقية على مساحة 1472م2 .

## النموذج المعماري
يحاكي بناء المسجد فن وأسلوب العمارة الإسلامية المتميزة في البناء من حيث أعمال التصميم الداخلية والخارجية التي تبرزها الأقواس والأبواب والقباب والمئذنة، التي تعتلي إحدى زواياه بارتفاع 40 مترا بما يمزج بين الحداثة والأصالة في النقوش الإسلامية البارزة على الجدران والأقواس والقناطر والأرضيات. واحتوت الواجهات الخارجية للمسجد عناصر معمارية وزخرفية تراثية ومعاصرة، تستمد أصولها من فنون العمارة العربية الإسلامية في بلاد الشام ولا سيما العمارة المملوكية التي اشتهرت بجمالها ورشاقتها واستخدامها الزخارف بشكل ثلاثي الأبعاد نابع من التقاء الكتل المعمارية والتي تظهر جمالياته عند سقوط أشعة الشمس على تلك الأسطح وبروز الزخارف من خلال الظلال التي ترتسم عليها وتتغير مع تغيّر الوقت خلال النهار.

### القبة والمأذنة
تعتبر قبة المسجد أول واكبر قبة مزخرفة بزخرفة ثلاثية الأبعاد في الأردن، فيما تم عمل الزخارف التي تزين سطوح المسجد الخارجية من ألواح من الخرسانة البيضاء المسلحة بالألياف كبديل تقني حديث عن الزخارف بالنحت على الحجر وتم تزيين واجهات المسجد بالعديد من الآيات القرآنية الكريمة بخط الثلث وببراويز دائرية تؤطر لفظ الجلالة بالخط الكوفي المغربي.
أما القبة والمئذنة فهما العنصران الأجملان والأبرزان في تكوين المسجد وتزينهما الزخارف النحتية الجميلة والآيات القرآنية وصفوف من المقرنصات والأعمدة المخروطية والأطر والكرانيش التي تجعل منها تحفاً معمارية تستدعي التأمل والإعجاب.
واحتوت المعالجات الداخلية للمسجد على العديد من التطبيقات للحرف التقليدية اليدوية للعمارة الإسلامية وزخارفها باستخدام مجموعة من المواد المستخدمة تقليدياً التي تبرزها النوافذ الخشبية والقمريات والزخارف الزجاجية الملونة.

## معرض الصور

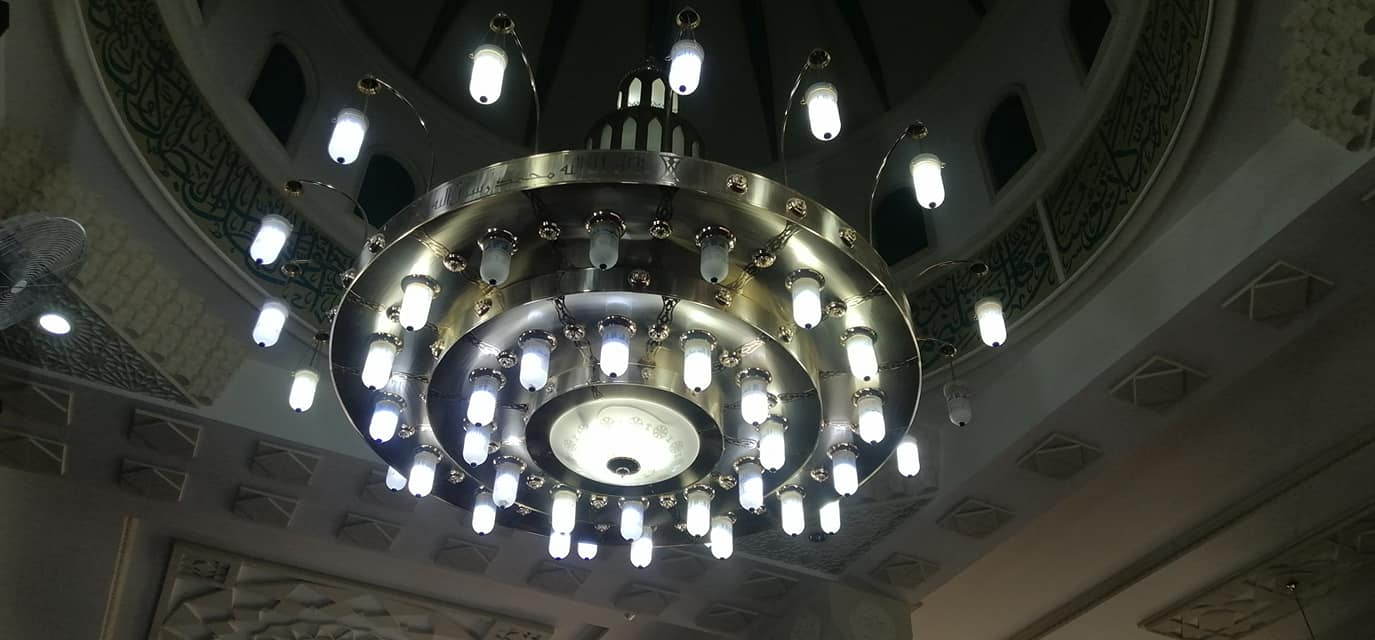
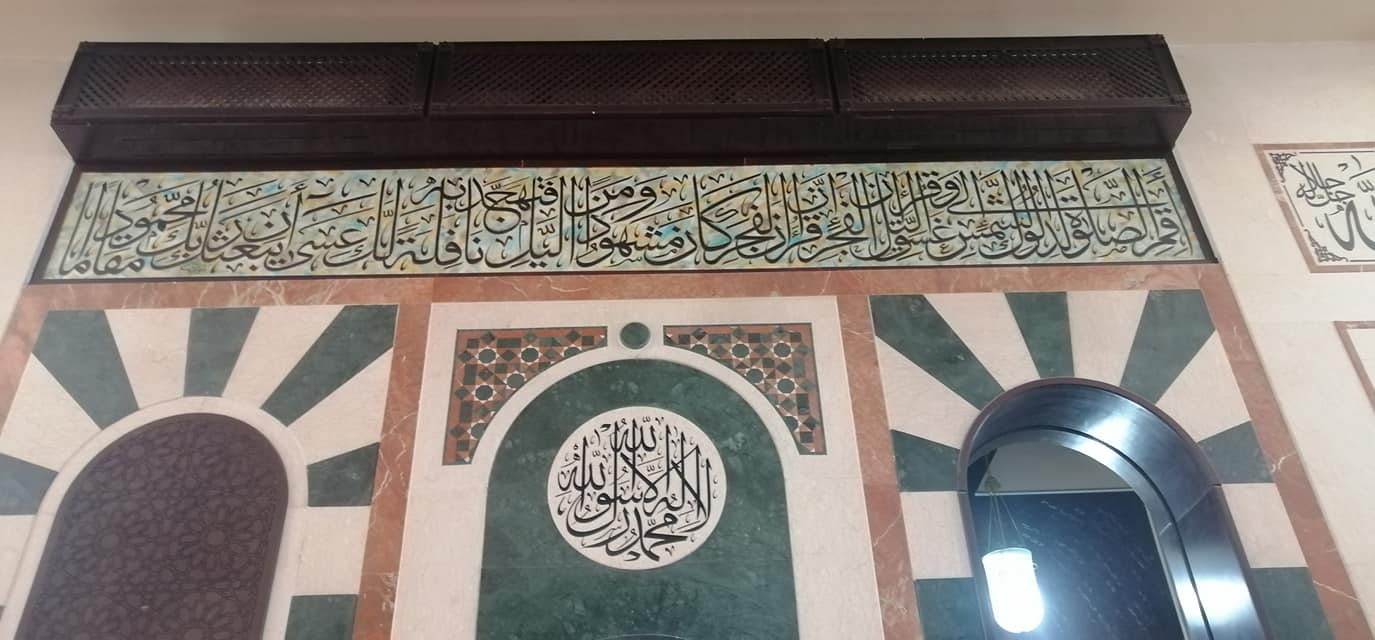
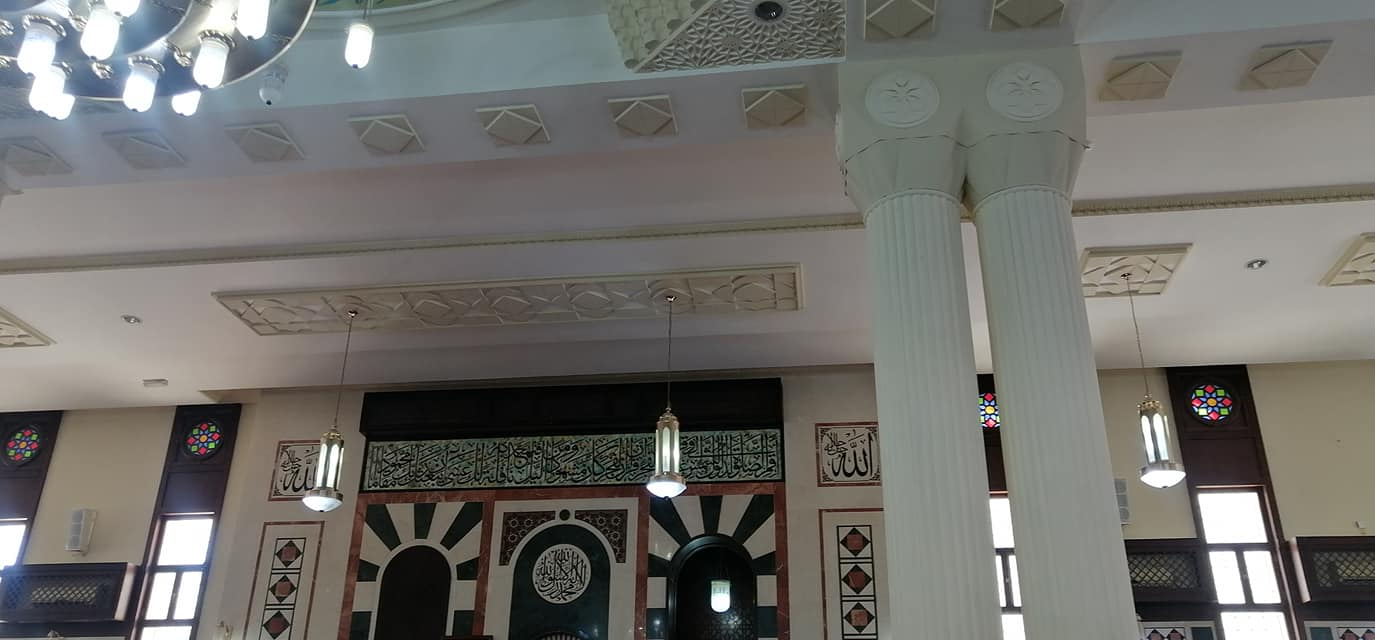
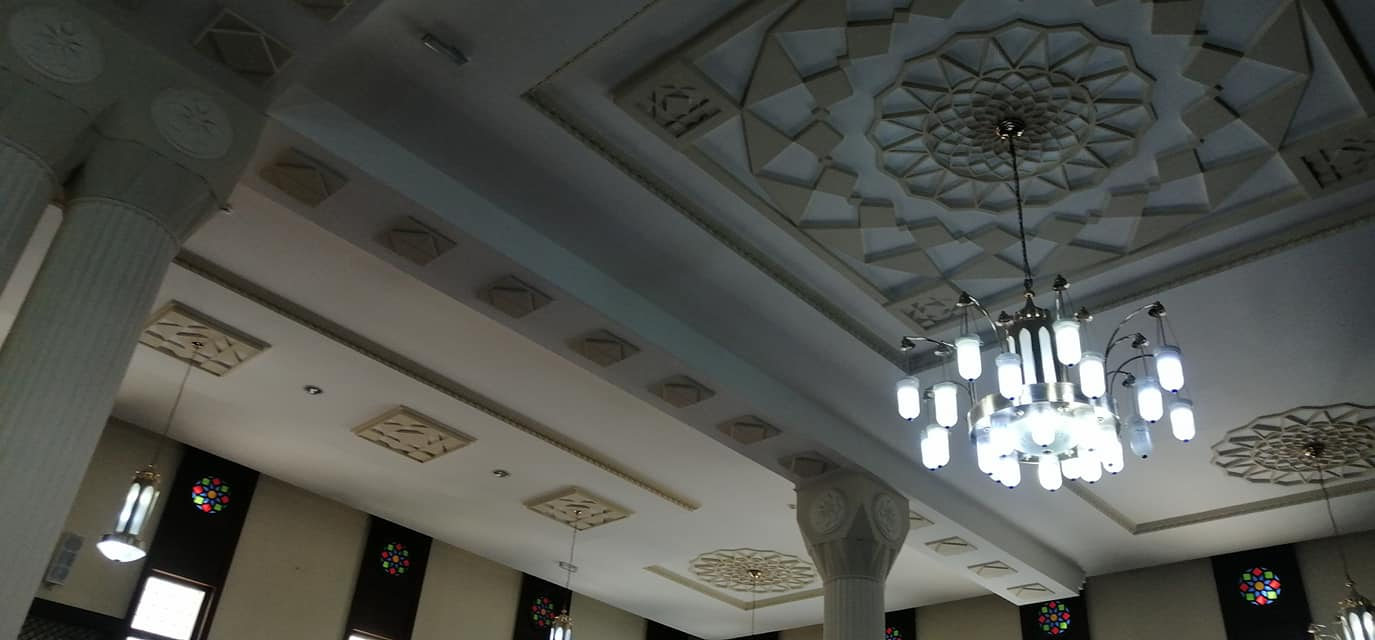
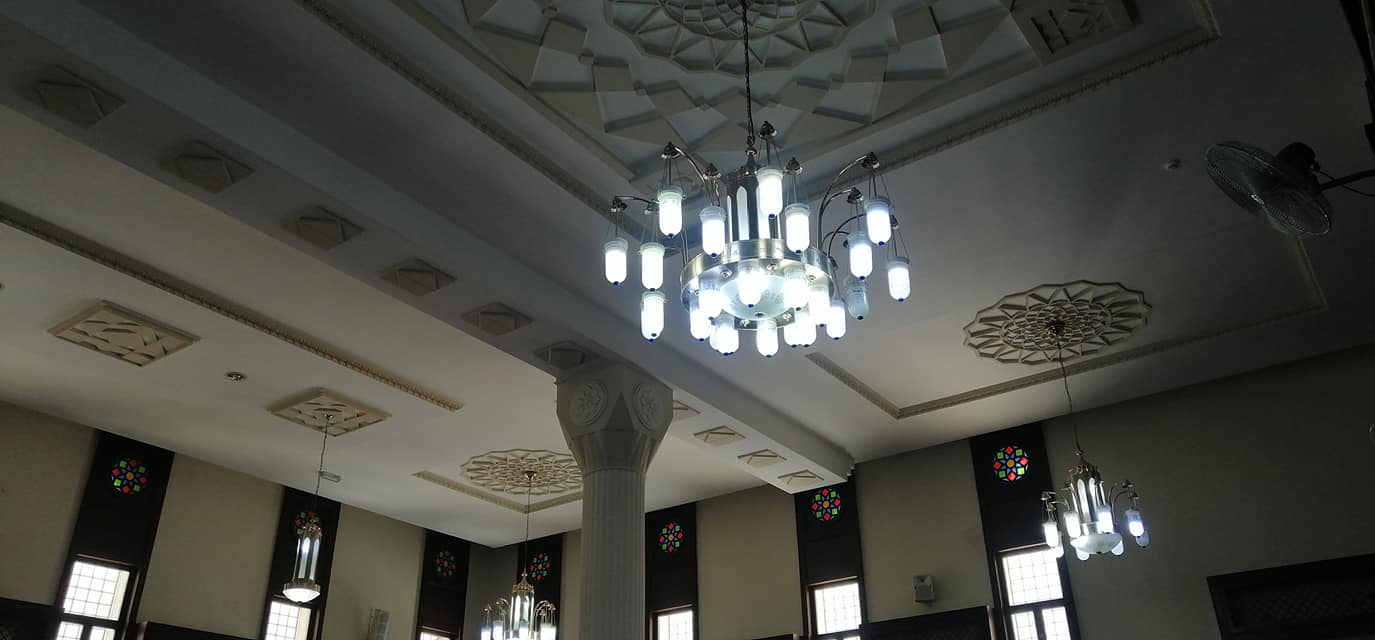
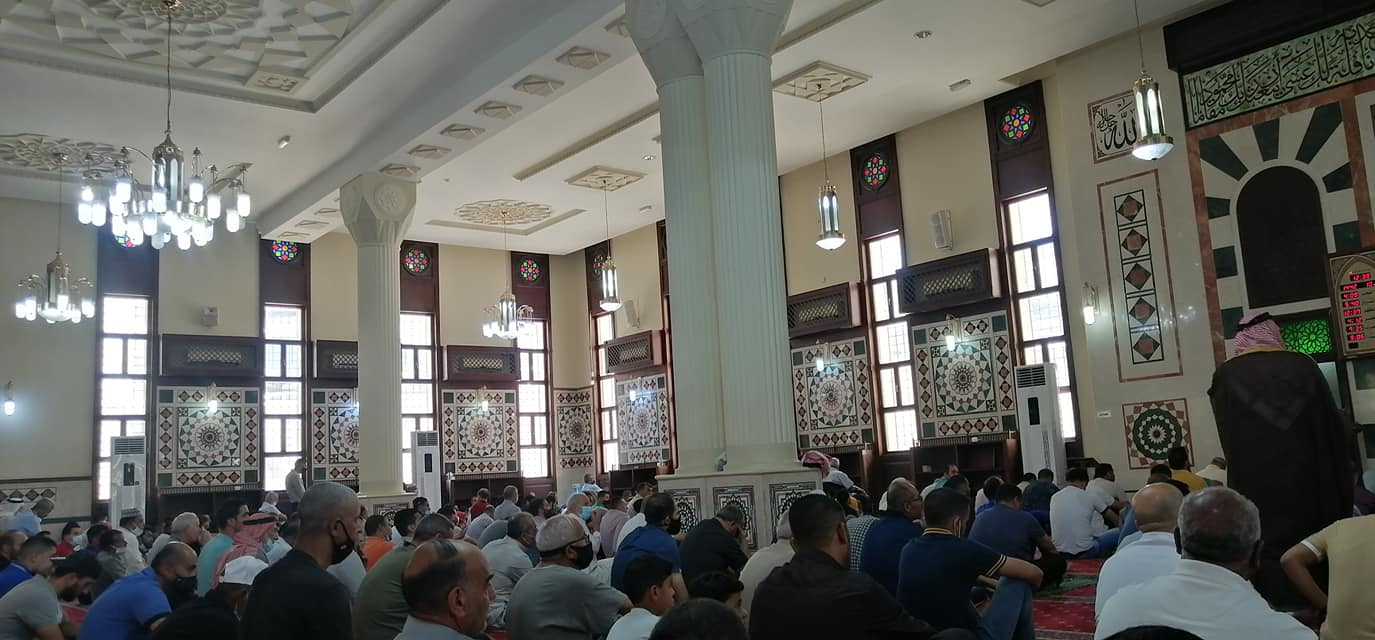
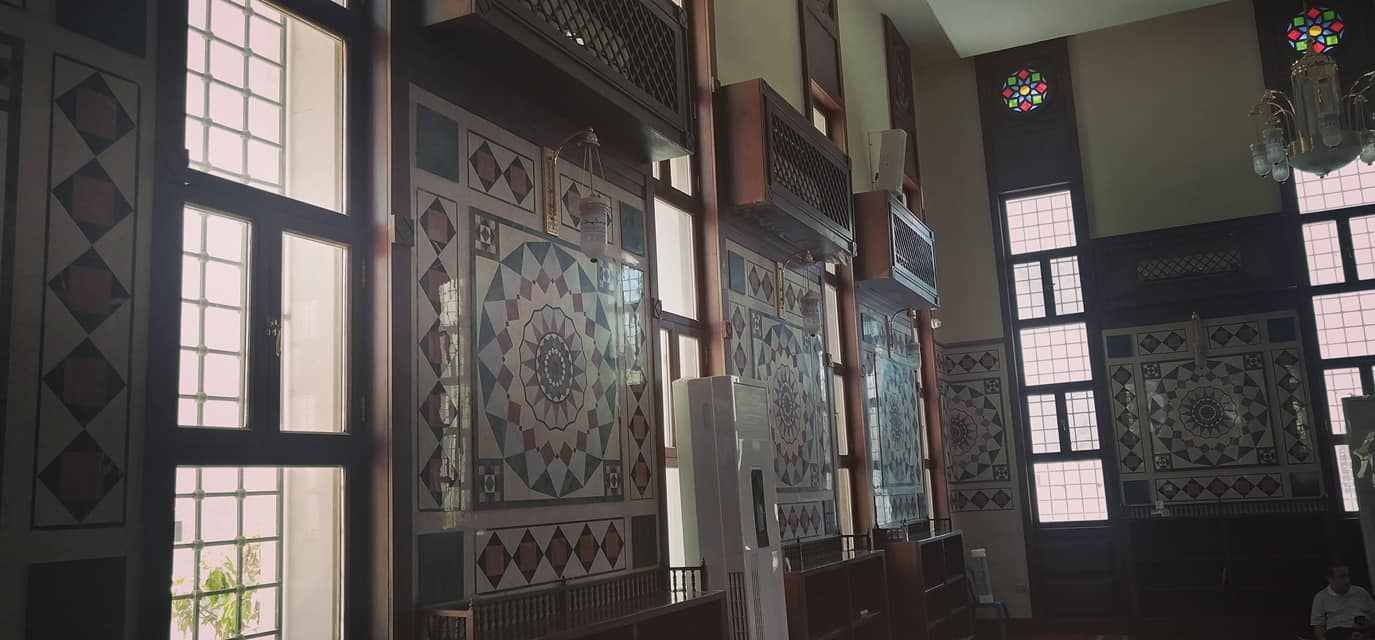
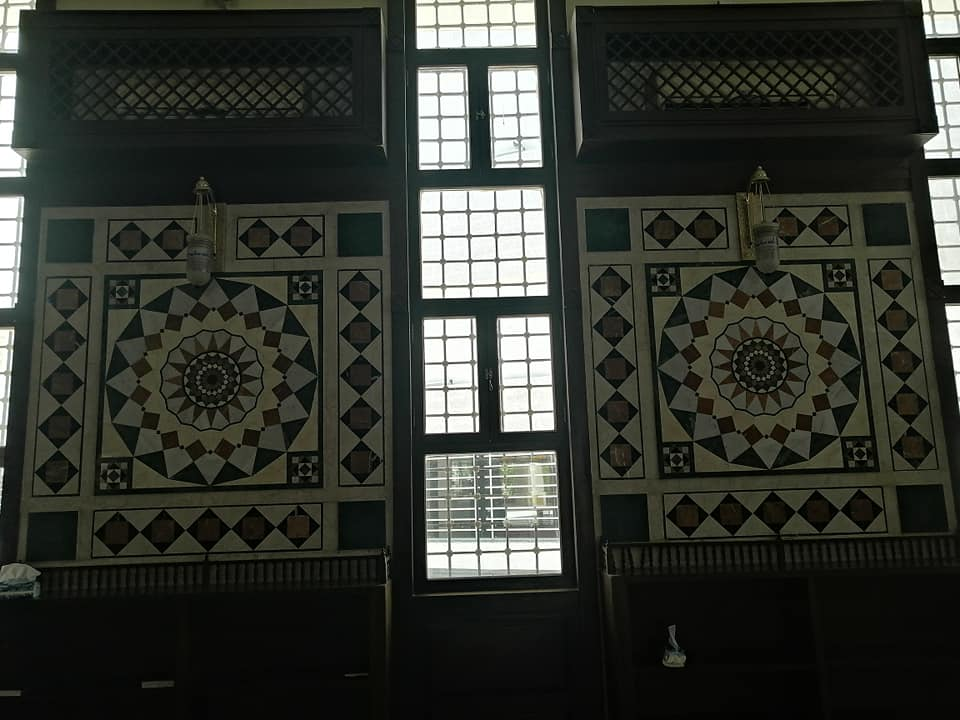
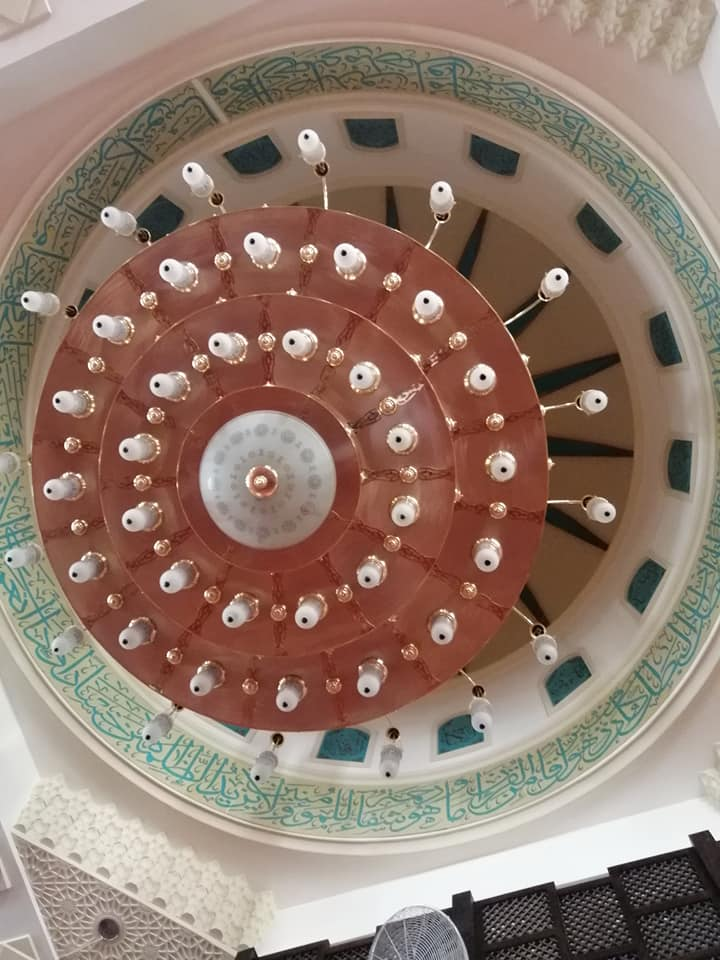
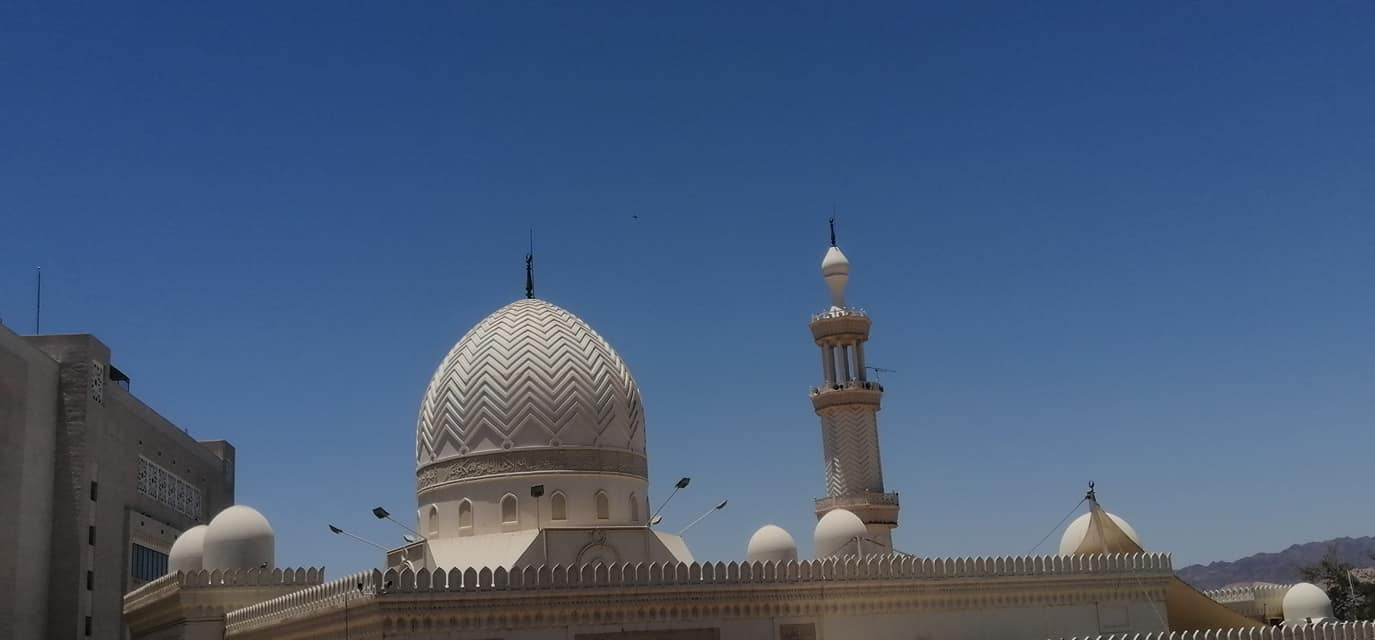
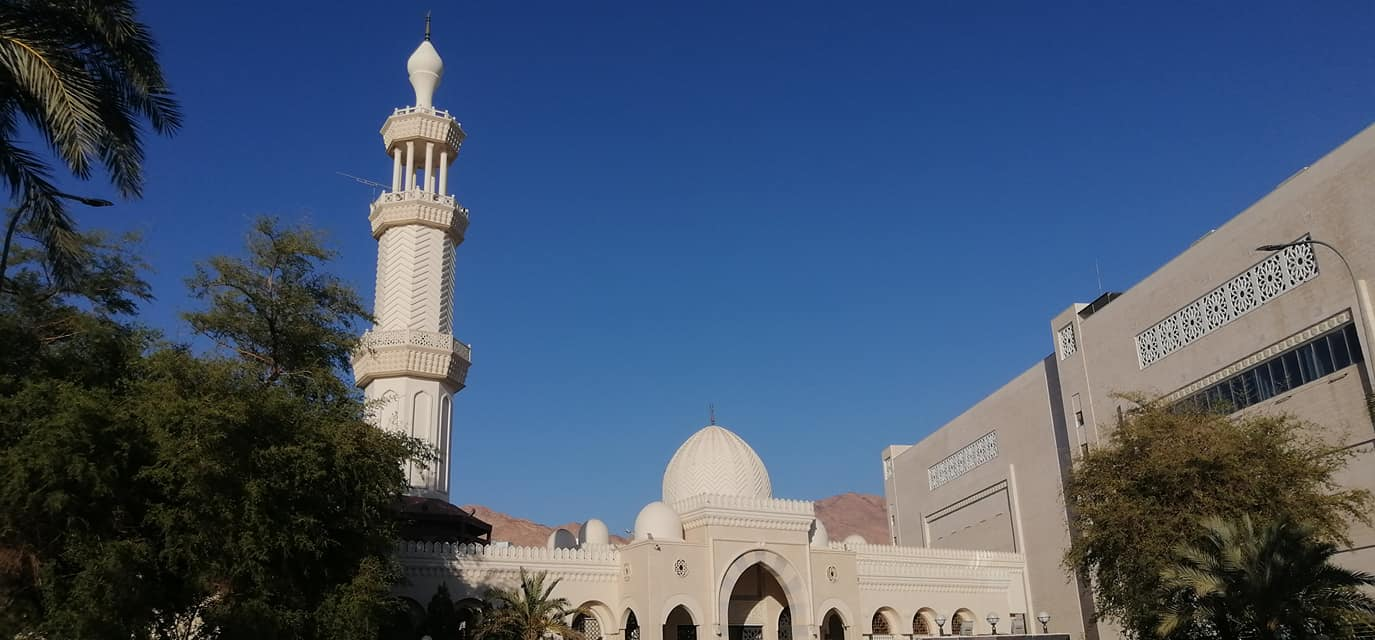
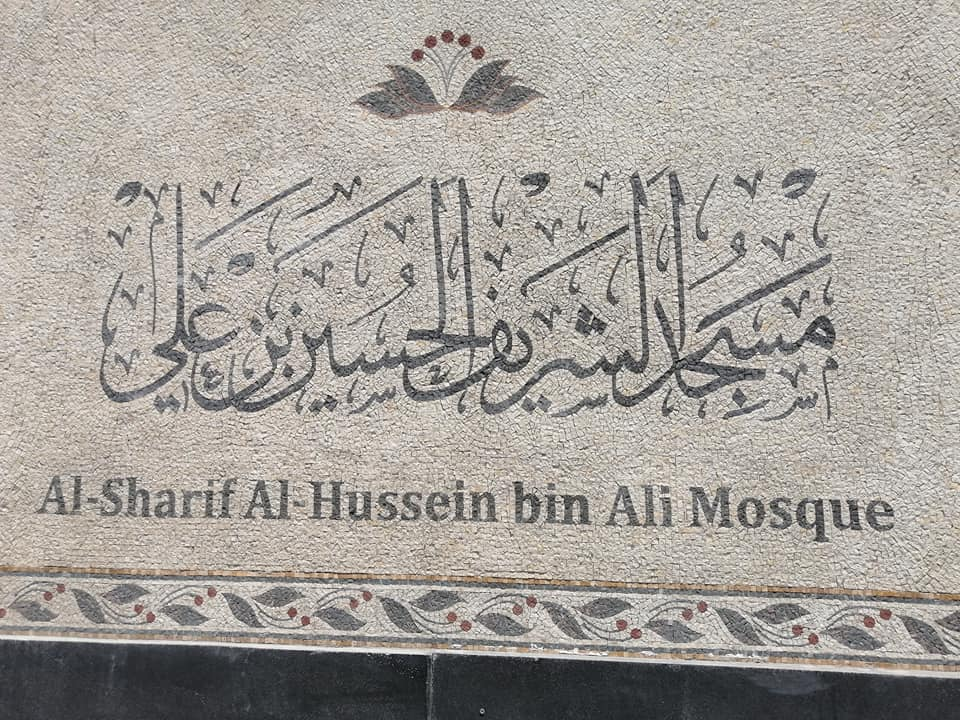
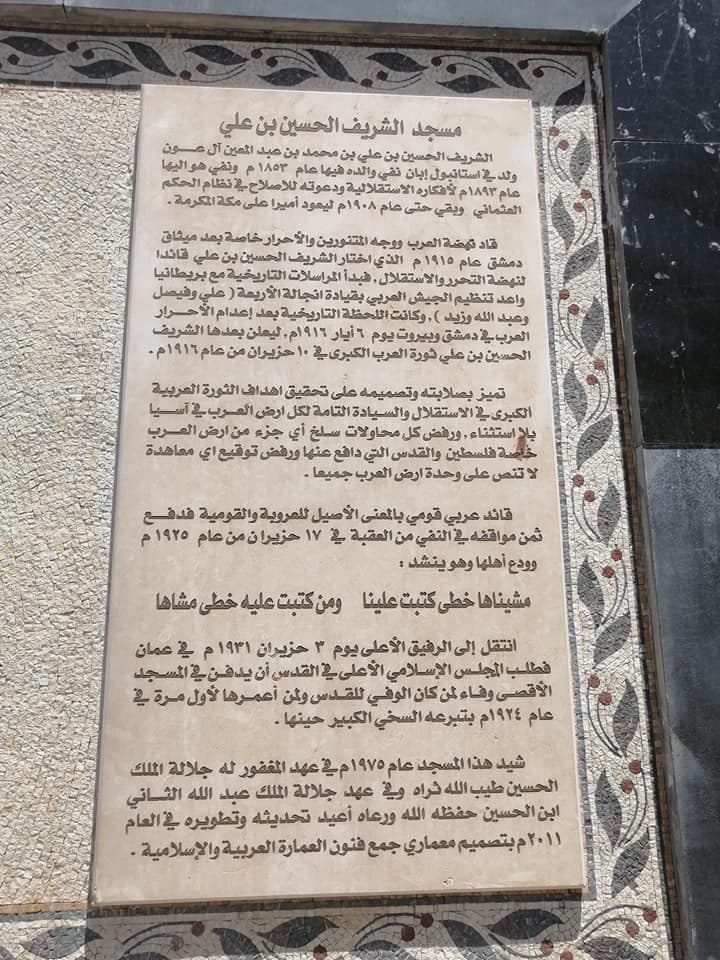
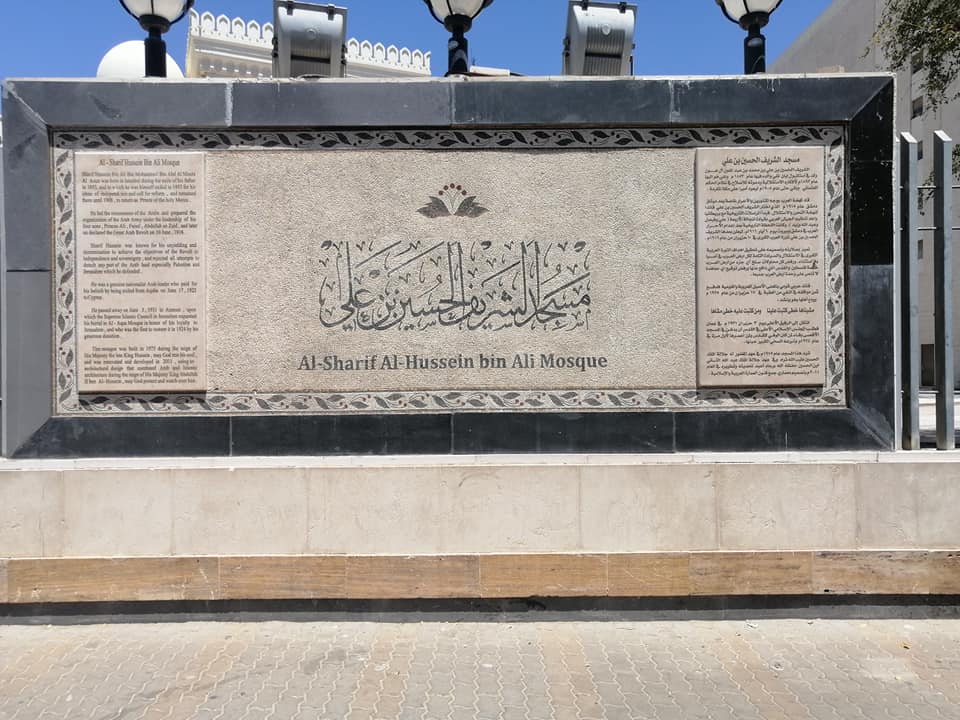
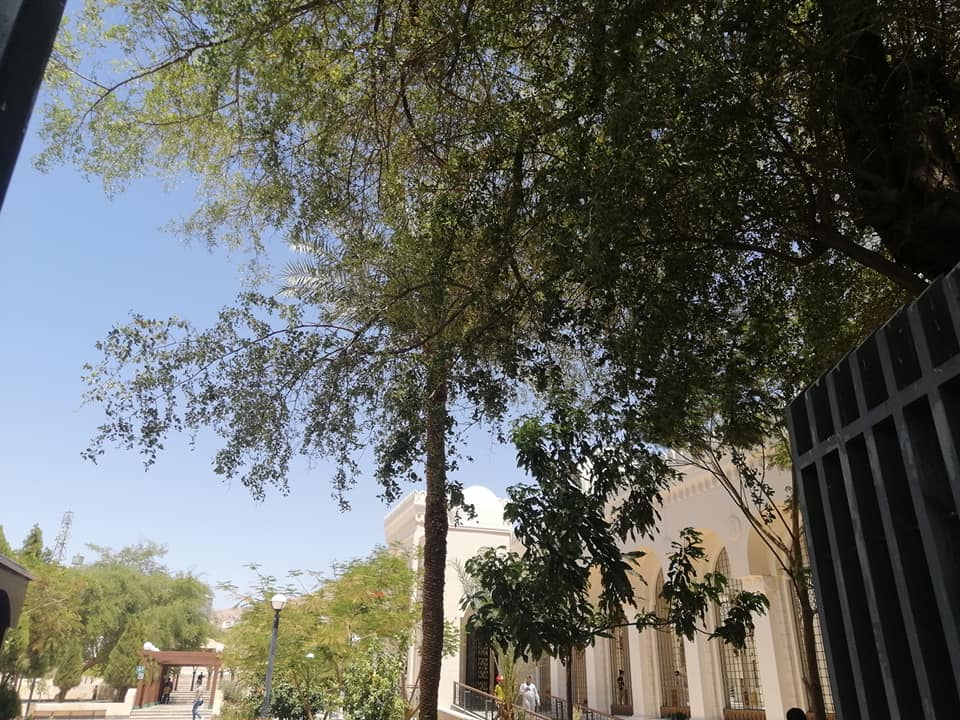
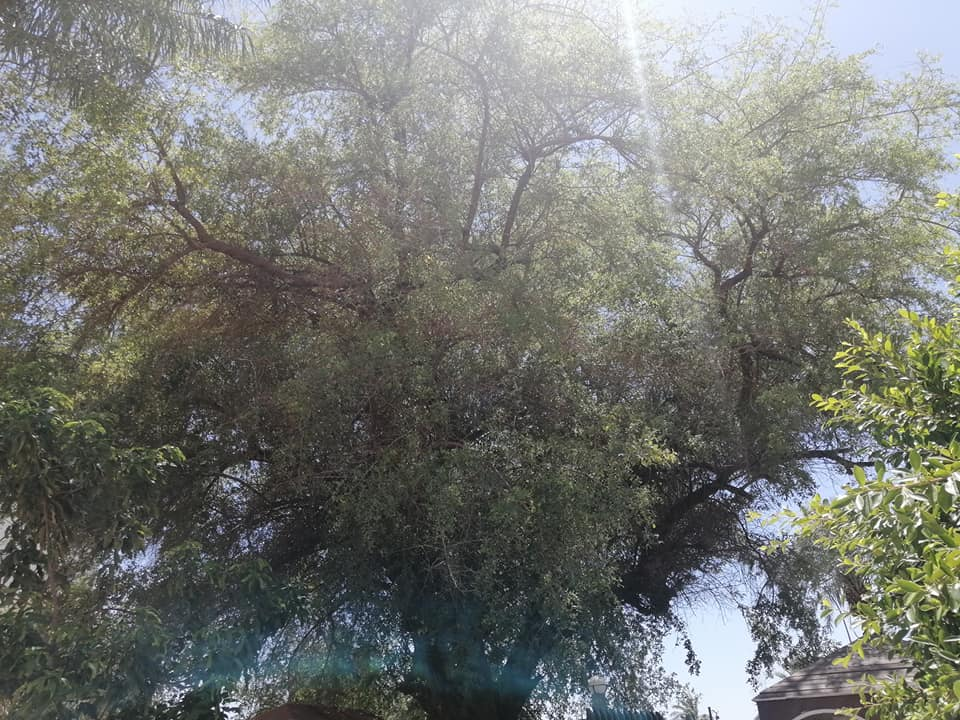
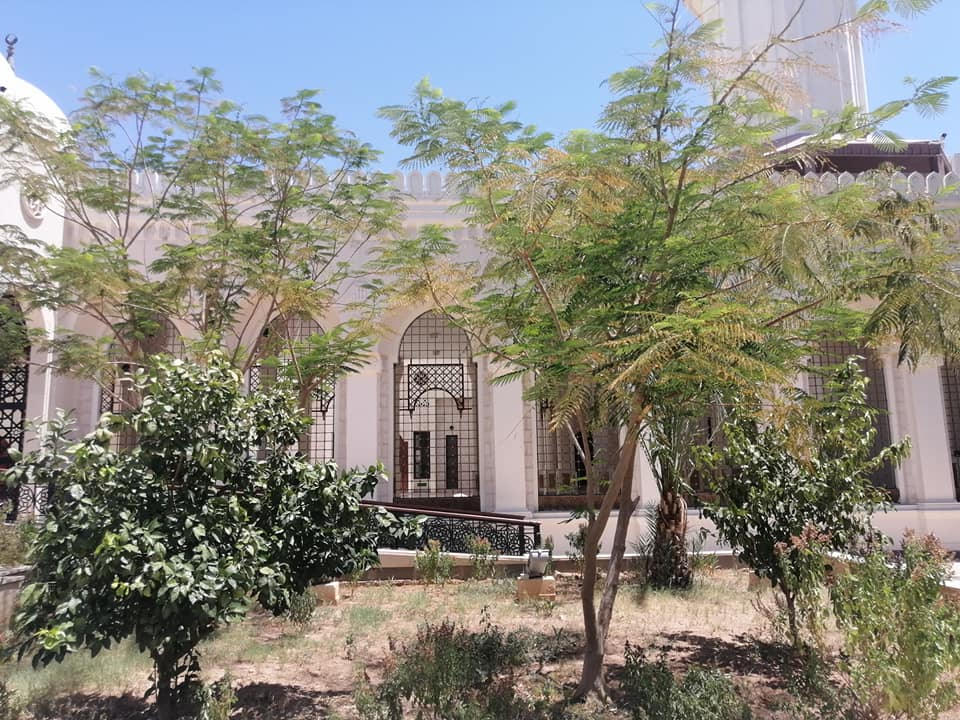
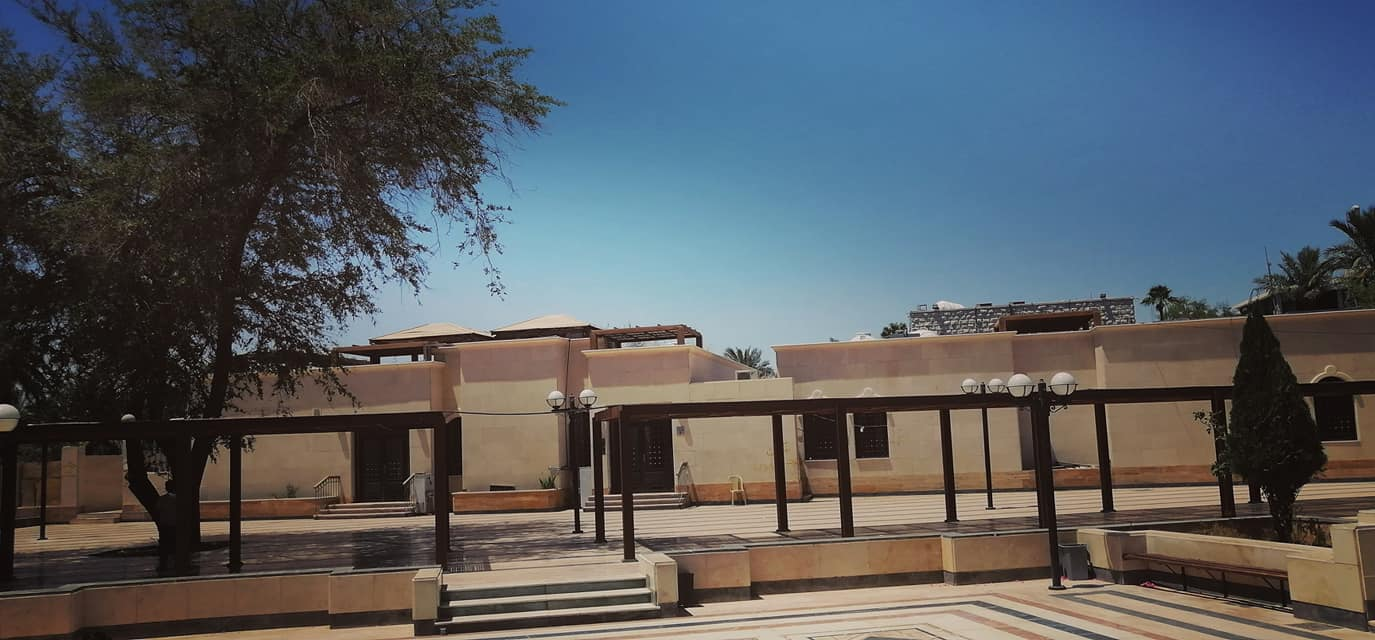
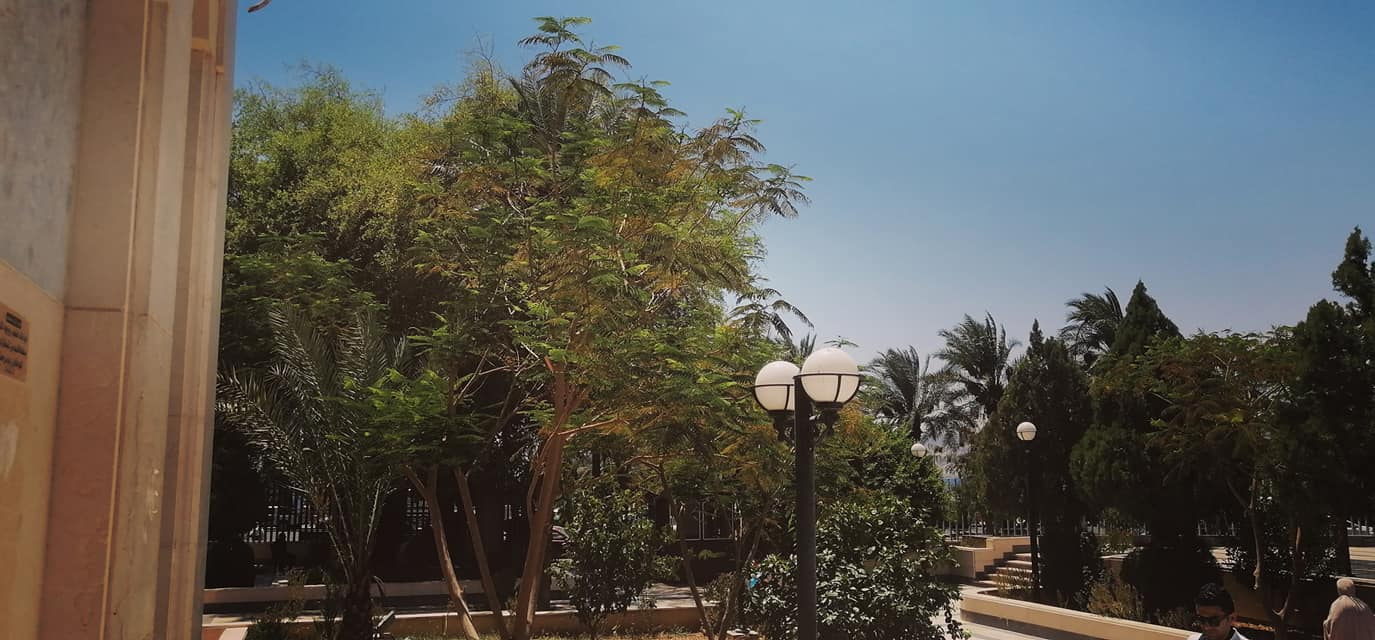
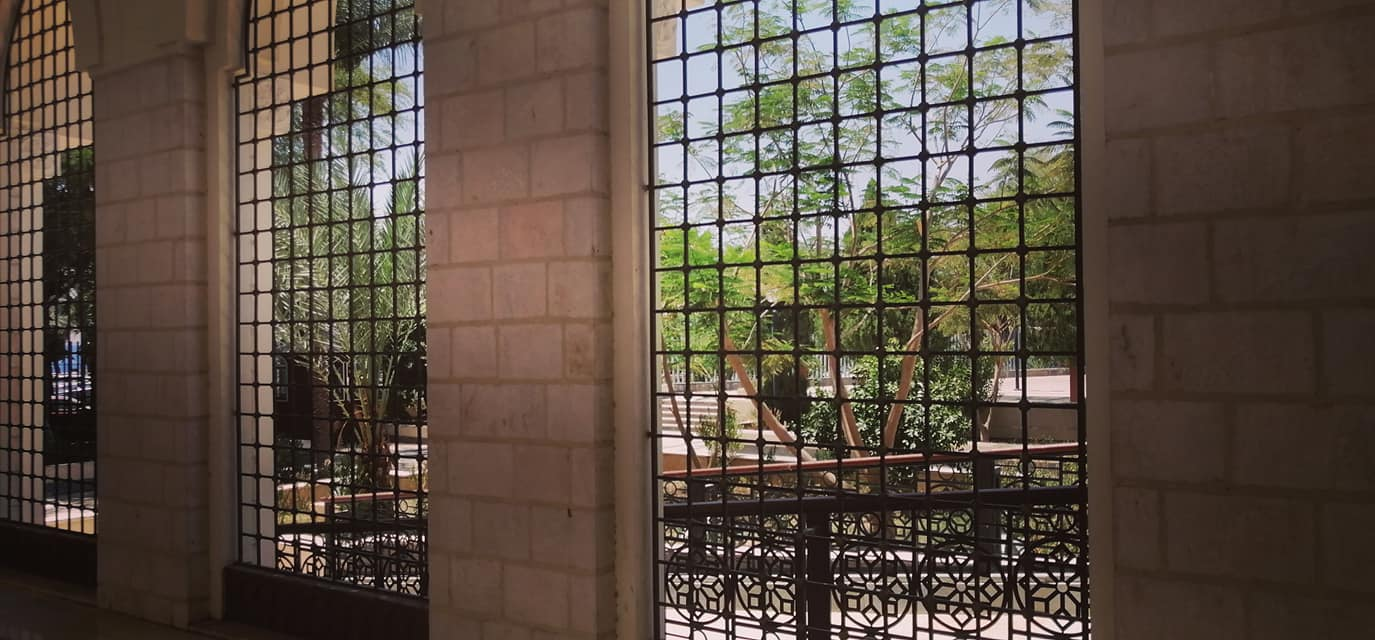
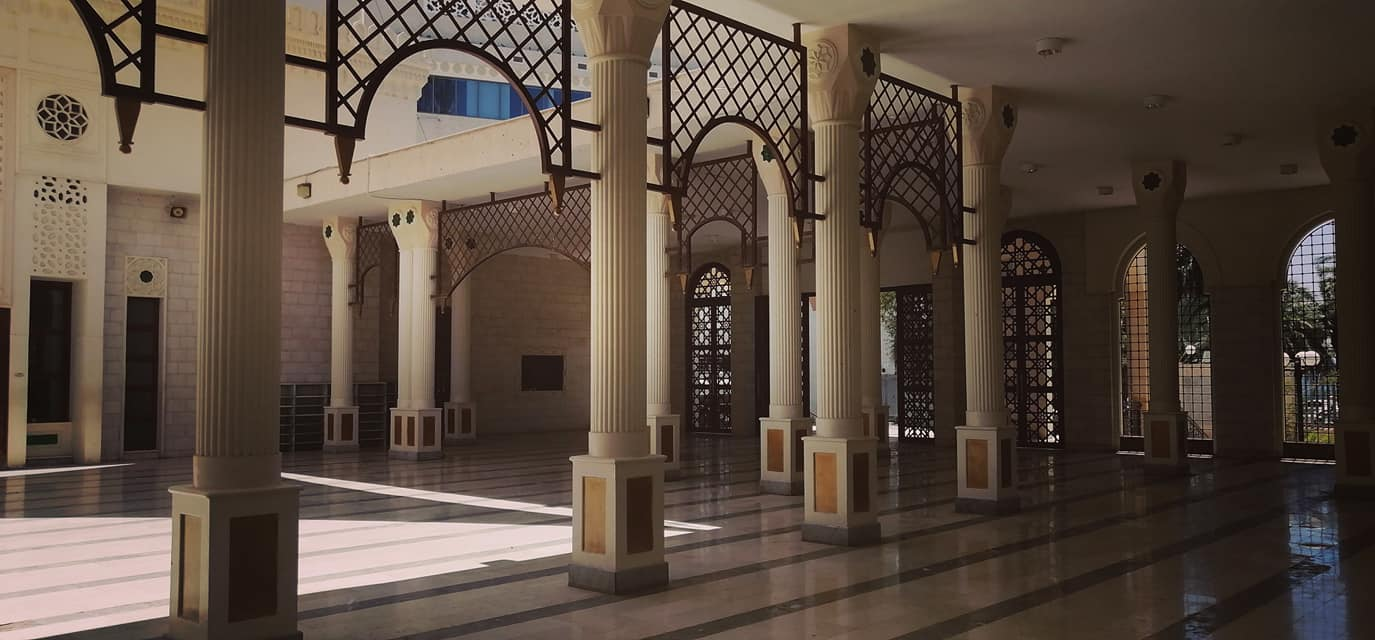
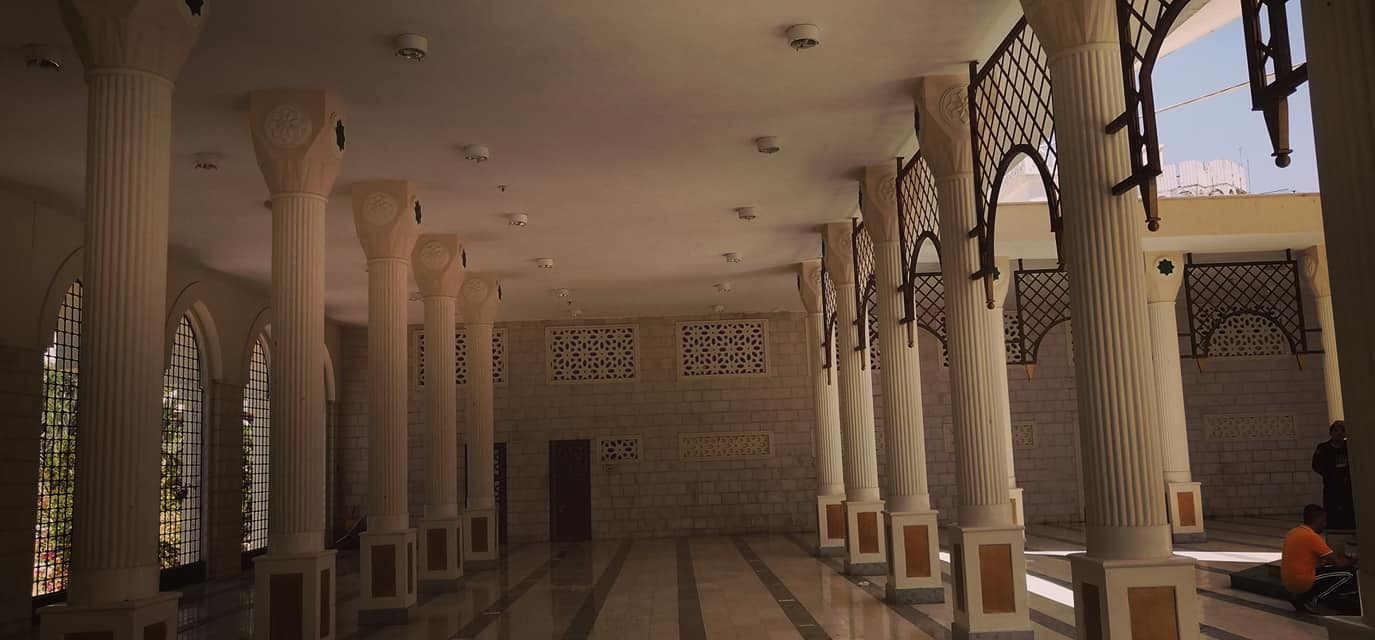
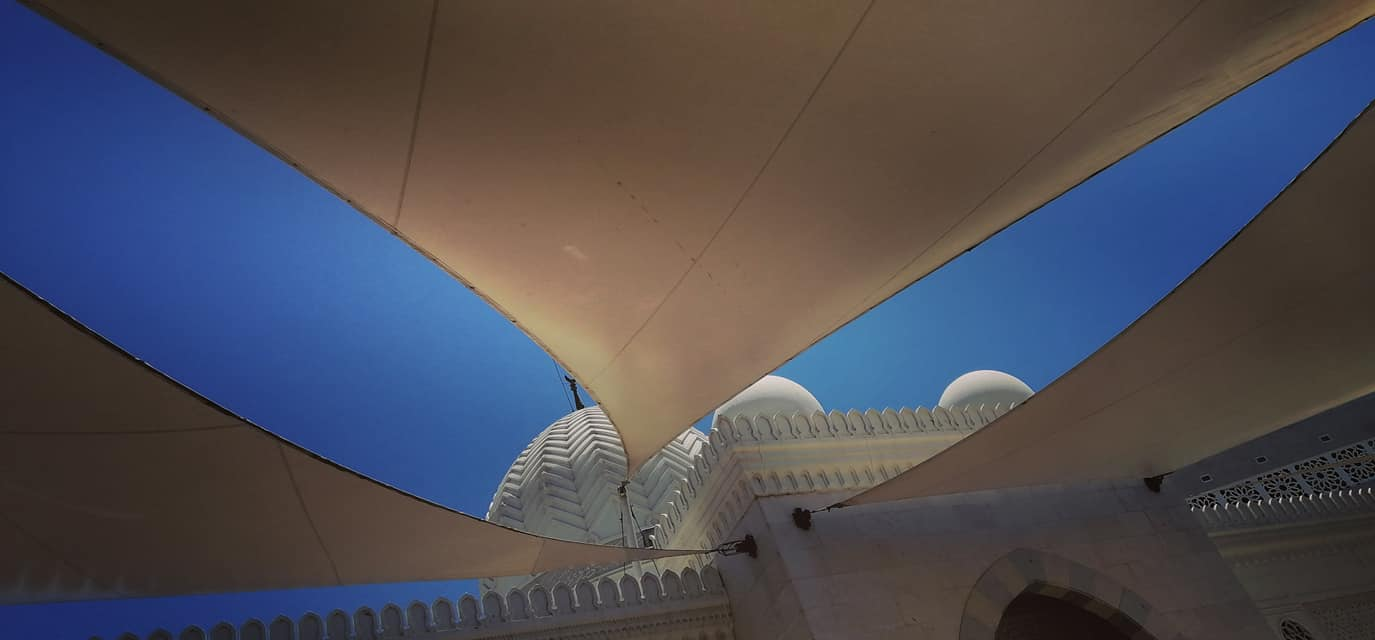
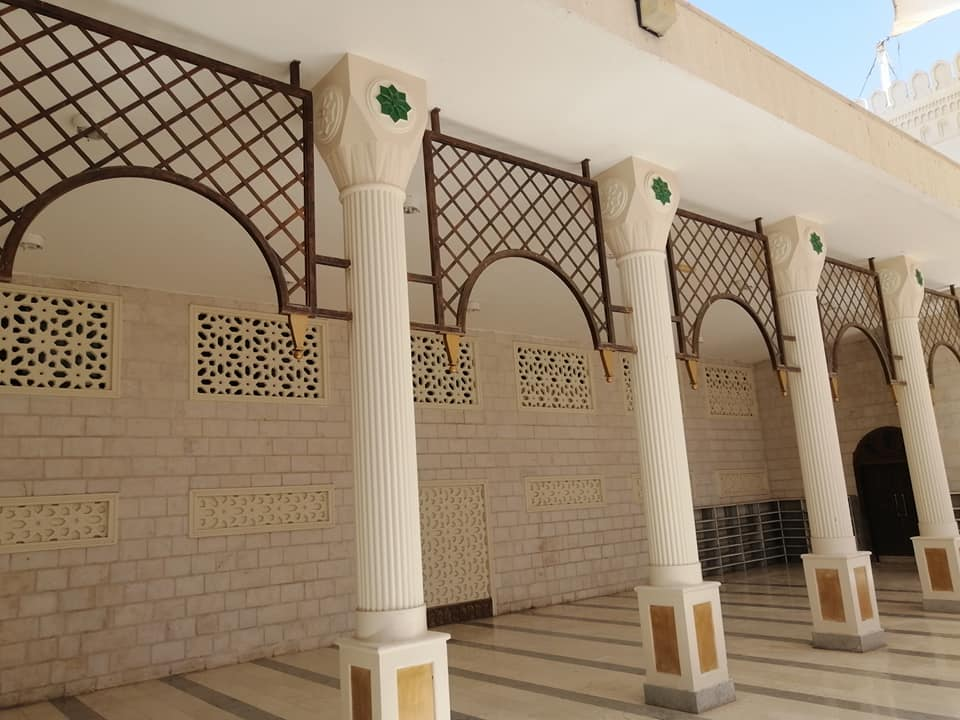
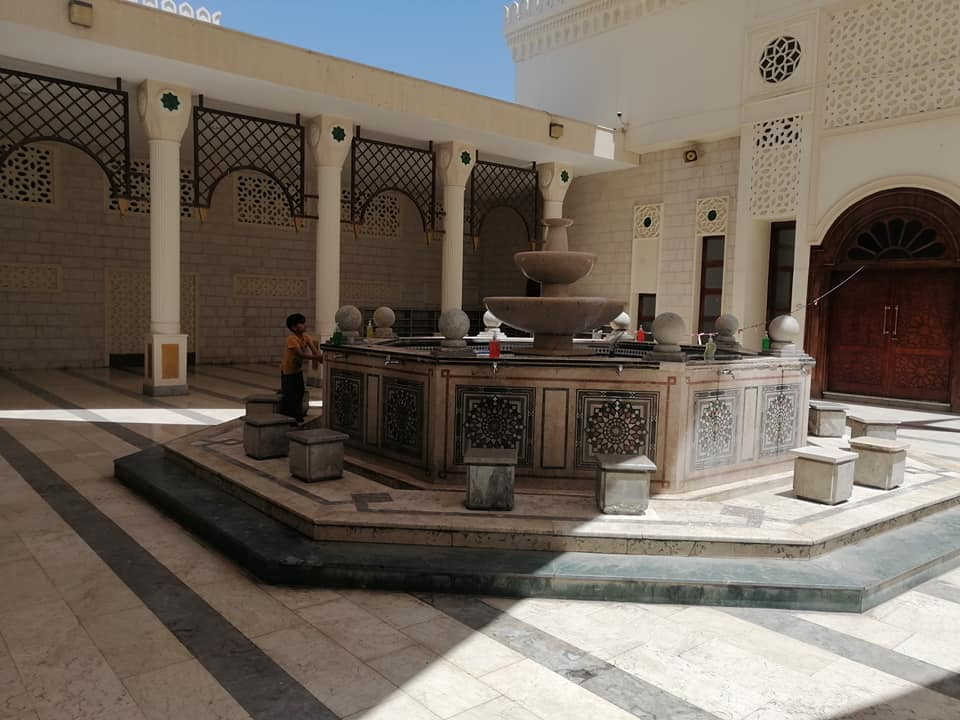
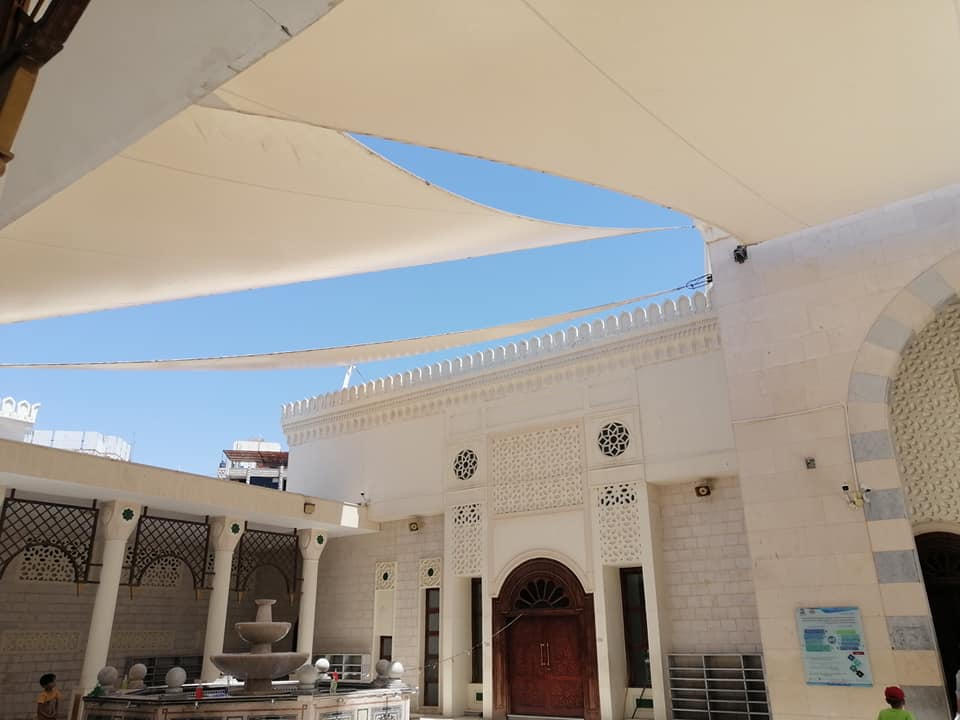
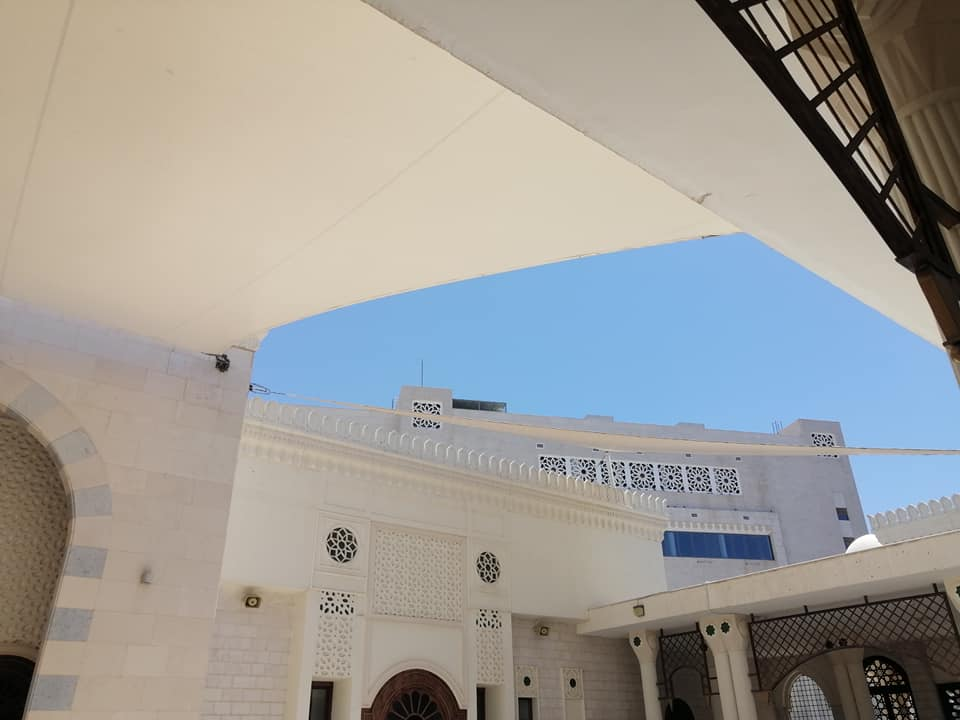
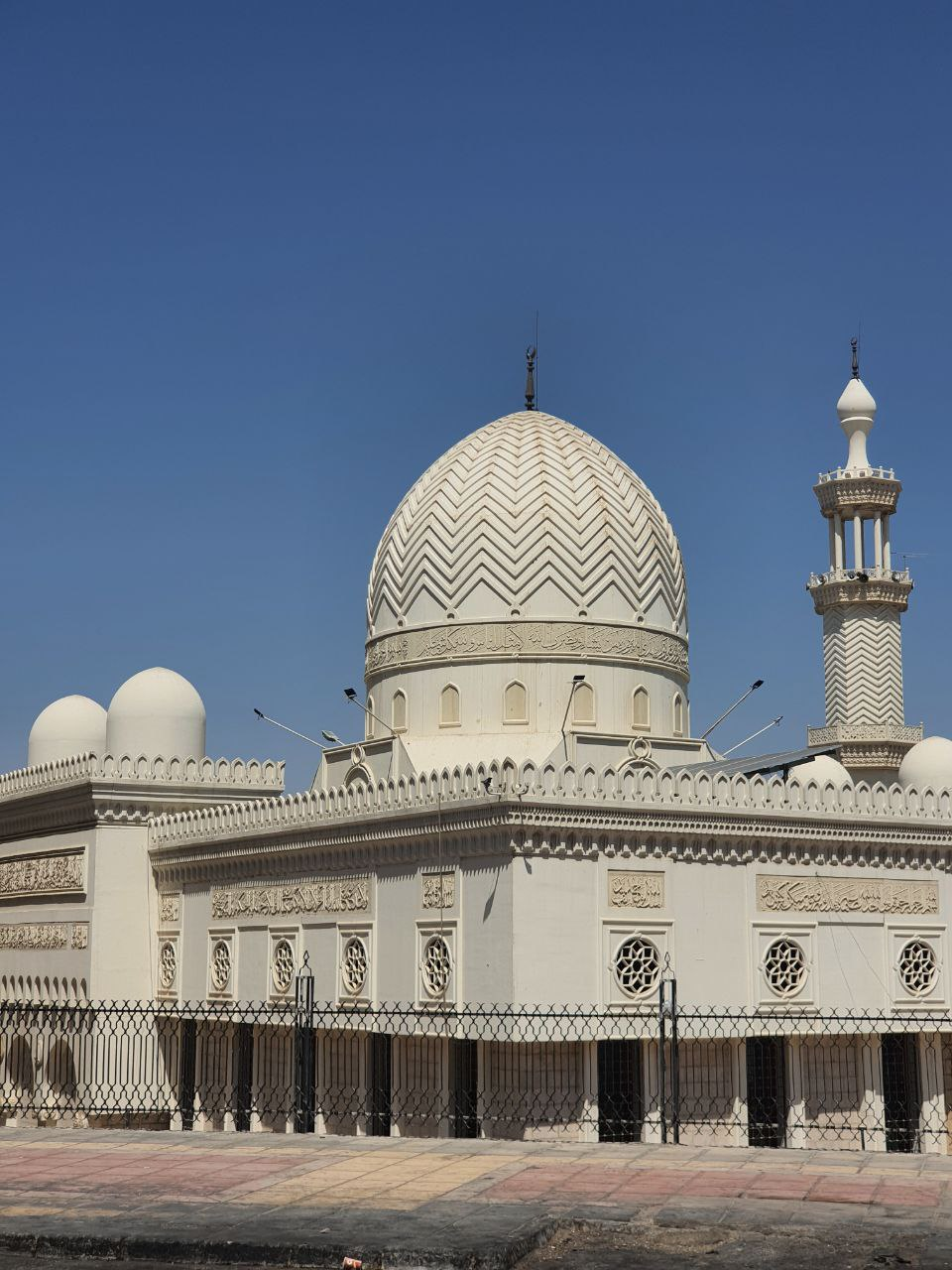